# Paromalus insularis
Paromalus insularis är en skalbaggsart som beskrevs av Vienna 1983. Paromalus insularis ingår i släktet Paromalus och familjen stumpbaggar. Inga underarter finns listade i Catalogue of Life.